# Trophée européen féminin de rugby à XV 1999
Navigation
Trophée européen féminin 1997 Trophée européen féminin 2000
Le Trophée européen féminin de rugby à XV 1999 se déroule du 19 avril au 24 avril 1999 en Italie.

## Participants
Les huit équipes s'affrontent en match à élimination directe. Les équipes présentes lors de ce tournoi sont: Angleterre, Écosse, Espagne, France, Italie, Kazakhstan, Pays-Bas et Pays de Galles. 

### Quarts de Finale
| 19 avril 1999 | France     | 28 - 0  | Kazakhstan     | à Belluno |
| 19 avril 1999 | Angleterre | 91 - 3  | Pays-Bas       | à Belluno |
| 19 avril 1999 | Espagne    | 14 - 8  | Pays de Galles | à Belluno |
| 19 avril 1999 | Écosse     | 43 - 15 | Italie         | à Belluno |

### Demi-finales
| 21 avril 1999 | France  | 19 - 0 | Angleterre | à Belluno |
| 21 avril 1999 | Espagne | 11 - 9 | Écosse     | à Belluno |

### Finale et classement
| 21 avril 1999 | Pays de Galles | 28 - 17 | Italie   | à Belluno |
| 21 avril 1999 | Kazakhstan     | 24 - 0  | Pays-Bas | à Belluno |

#### Match pour la7eplace
| 24 avril 1999 | Italie | 50 - 18 | Pays-Bas | à Belluno |

#### Match pour la5eplace
| 24 avril 1999 | Kazakhstan | 22 - 11 | Pays de Galles | à Belluno |

#### Match pour la3eplace
| 24 avril 1999 | Écosse | 15 - 13 | Angleterre | à Belluno |

#### Finale
| 24 avril 1999 | France | 13 - 5 | Espagne | à Belluno |